# Onoway
Onoway is een plaats (town) in de Canadese provincie Alberta en telt 875 inwoners (2006).